# Мария Португальская (королева Кастилии)
Мария Португальская (порт. Maria de Portugal, исп. María de Portugal, 9 февраля 1313 — 18 января 1357, Эвора) — инфанта Португальская, в замужестве королева Кастилии и Леона.

## Биография
Мария была старшей дочерью короля Португалии Афонсу IV и его жены Беатрис Кастильской. В 1328 году её выдали замуж за двоюродного брата — кастильского короля Альфонсо Справедливого. По случаю брака ей был передан во владение город Талавера, который с тех пор именуется «Телавера королевы» (исп. Talavera de la Reina).
Брак был несчастен — Альфонсо не хотел отказываться от своей юношеской привязанности к Леонор Нуньес де Гусман. В 1335 году Мария вернулась к родителям. Португальский король восстановил против Леонор римского папу и часть кастильцев, а затем начал боевые действия. По договору, заключённому в 1339—1340 годах в Севилье, метресса была сослана в монастырь, так как Альфонсо не хотел потерять помощь португальцев в борьбе с Маринидами.
В большую силу Мария и её фаворит Хуан де Альбукерке вошли при сыне Марии Педро Жестоком. Она отомстила давней сопернице, уговорив сына казнить её, а также вынудила его жениться на Бланке Бурбонской. Однако уже через три дня Педро арестовал Бланку и вернулся к своей любовнице Марии де Падилья. Королева-мать и Альбукерке поддержали восстание против Педро и уехали в Португалию.
Королева умерла в 1357 году в Эворе, но похоронена была в Капелле королей Севильского кафедрального собора.
Марии посвящены несколько строф в третьей песни «Лузиад» Камоэнса, где она упрашивает отца помочь кастильцам в борьбе с маврами:
И кроткая Мария появилась

В слезах перед родителем всевластным.

Тоской она глубокою томилась,

Печаль обуревала лик прекрасный.

Волна волос на плечи опустилась,

Скрывая взор усталый и несчастный.
- «Коронация Альфонса XI и Марии» (худ. Карнисеро?)
- Дворец Марии в Севильском алькасаре
- Гробница Марии в одной из капелл Севильского собора

## Дети
- Фердинанд (1332) — умер новорождённым.
- Педро (1334—1369) — король Кастилии.